# Silver Bridge
Il Silver Bridge era un ponte sospeso sul fiume Ohio costruito nel 1928, punto di collegamento tra Point Pleasant e Kanauga.

## Storia
Completato nel  1928, crollò il 15 dicembre 1967, durante l'ora di punta del traffico automobilistico, causando la morte di quarantasei persone, due delle quali mai ritrovate. Le successive inchieste istituite per far luce sull'incidente conclusero che il crollo fu causato dal difetto di uno degli eye-bar (occhielli, uniti da relativi perni) delle lastre portanti (con funzione di tiranti), il quale differiva di 2,5 mm di diametro per via della corrosione, ma anche dalla cattiva gestione dell'impianto, progettato per trasportare carichi più leggeri di quelli fino ad allora consentiti. Fatto non trascurabile fu l'utilizzo di materiali già carenti alla installazione, avendo già in tale fase tensioni residue alla lavorazione, che compromisero nel tempo la resistenza a tensocorrosione.
In risposta a chi criticava il fatto che l'incidente si potesse evitare, le autorità conclusero che per scoprire il danneggiamento interno dell'eye-bar si sarebbe dovuta eseguire un'adeguata analisi di ispezione interna del materiale in questione smontandolo, per trovare la crepa, cosa che in base alle tecnologie dell'epoca non era possibile fare.

## Conseguenze
L'incidente portò all'adozione di misure più restrittive nei confronti dei futuri progetti e alla messa in analisi dei ponti già esistenti con la creazione di un protocollo che stabilisse quali fossero quelli da sottoporre a più attenta manutenzione. Molto simile per struttura e tenuta al Silver Bridge era un ponte a Saint Marys, il quale fu chiuso al traffico dopo l'incidente di Point Pleasant e infine demolito nel 1971.

## Influenza culturale

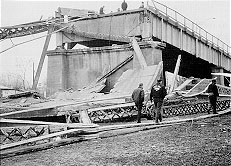
Vista del crollo dal lato dell'Ohio.

A seguito dell'incidente, la cittadina di Point Pleasant fu oggetto di alcune leggende metropolitane. La prima legata all'avvistamento di una presunta creatura definita uomo falena, che sostenitori del paranormale (tra cui Gray Barker e John Keel) postularono come correlata con l'evento tragico, sostenendo che tale essere sarebbe apparso per avvisare la popolazione. Tali apparizioni si sarebbero susseguite per 13 mesi. Secondo altre leggende, la sciagura sarebbe invece legata alla maledizione di un capo indiano assassinato a tradimento insieme a suo figlio dagli inglesi nell'area.